# 근로감사의 날
근로감사의 날(일본어: 勤労感謝の日 긴로칸샤노히[*])는 일본의 공휴일이다. 날짜는 11월 23일이다.
공휴일에 관한 법률(国民の祝日に関する法律)에는 '근로를 존중하고, 생산을 축하하며, 국민 서로 서로에게 감사하는' 것을 취지로 하고 있다. 1948년 공포・시행된 법률(国民の祝日に関する法律, 祝日法)으로 제정되었다.

## 개요
농업국가였던 일본은 옛날부터 신들에게 오곡의 수확을 축하하는 풍습이 있었다. 국가의 입장에서도 그 해의 수확물은 앞으로의 1년을 위한 중요한 저축이 되기 때문에 곡물의 수확은 중요한 것이었다. 이에 대해 감사하는 행사로서 아스카 시대의 고교쿠 천황 시대에 시작한 신상제(新嘗祭)의 날이 제2차 세계 대전 후에 GHQ의 점령 정책에 의해 천황행사와 국가행위를 분리하는 데서 비롯된 것이 '근로감사의 날'이다.
신상제는 1872년까지는 음력 11월의 두 번째 묘(卯)의 날에 행해졌다. 1873년에 태양력(그레고리력)이 도입되었는데, 이에 따르면 신상제는 다음해 1월이 되는 경우가 생기게 되어서, 양력으로 11월 두 번째 묘(卯)의 날으로 정해지게 되었다. 그것이 1873년에는 11월 23일이었다. 하지만 다음 해인 1874년부터는 11월 23일에 고정되어 이루어지게 되었다. 11월 23일이라는 날짜 자체에는 의미가 없고, 우연히 일본이 태양력을 도입한 해(1873년)의 11월의 두 번째 묘(卯)의 날이 11월 23일이었던 것에 불과하다.

## 현재까지의 근로감사의 날
- 일요일：1952년, 1958년, 1969년, 1975년, 1980년, 1986년, 1997년, 2003년, 2008년, 2014년
- 월요일：1953년, 1959년, 1964년, 1970년, 1981년, 1987년, 1992년, 1998년, 2009년, 2015년
- 화요일：1948년, 1954년, 1965년, 1971년, 1976년, 1982년, 1993년, 1999년, 2004년, 2010년
- 수요일：1949년, 1955년, 1960년, 1966년, 1977년, 1983년, 1988년, 1994년, 2005년, 2011년
- 목요일：1950년, 1961년, 1967년, 1972년, 1978년, 1989년, 1995년, 2000년, 2006년
- 금요일：1951년, 1956년, 1962년, 1973년, 1979년, 1984년, 1990년, 2001년, 2007년, 2012년, 2018년
- 토요일：1957년, 1963년, 1968년, 1974년, 1985년, 1991년, 1996년, 2002년, 2013년

## 같이 보기
- 추수감사절